# Marcin Wróbel
Marcin Wróbel (geboren am 1. November 2004) ist ein polnischer Skispringer.

## Werdegang
Marcin Wróbel startet für den polnischen Sportverein AZS Zakopane und nannte Gregor Schlierenzauer, Thomas Morgenstern und Kamil Stoch als seine Vorbilder. Er trat erstmals ab 2021 im FIS Cup regelmäßiger in internationalen, von der Fédération Internationale de Ski organisierten Wettbewerben in Erscheinung. Auf nationaler Ebene gewann er bei den polnischen Sommermeisterschaften 2021 in Zakopane gemeinsam mit Maciej Kot, Krzysztof Leja und Andrzej Stękała die Bronzemedaille im Teamwettbewerb.
Ein Jahr später nahm er für seinen Verein auch an den polnischen Sommermeisterschaften 2022 teil, die wiederum in Zakopane stattfanden und bei denen er im Teamwettbewerb, dieses Mal an der Seite von Tymoteusz Amilkiewicz, Andrzej Stękała und Maciej Kot, erneut die Bronzemedaille im Teamspringen gewinnen konnte. Beim Europäischen Olympischen Winter-Jugendfestival in Lahti hatte er im März zuvor mit Tymoteusz Amilkiewicz, Klemens Joniak und Jan Habdas die Silbermedaille im Team gewonnen.
Am 7. Oktober 2022 gab er im US-amerikanischen Lake Placid sein Debüt im Skisprung-Continental-Cup. Dabei gewann er mit dem 26. Platz sogleich erste Wertungspunkte. Den Gesamt-Continental-Cup 2022/23 sollte er mit neun Punkten auf dem 110. Platz abschließen. Bei den Nordischen Junioren-Skiweltmeisterschaften 2023 im kanadischen Whistler wurde er Neunter im Einzelspringen und gewann im Teamspringen zusammen mit Klemens Joniak, Kacper Tomasiak und Jan Habdas die Silbermedaille.
Im Sommer 2023 debütierte er am 5. August in Szczyrk mit einem 47. Platz im Skisprung-Grand-Prix. Seine erste Punkteplatzierung in dieser Wettbewerbsserie erreichte er am 24. November 2023 als 18. in einem der Wettkämpfe von Râșnov. In der Grand-Prix-Gesamtwertung brachten ihm diese 13 Punkte in diesem Jahr den 71. Platz ein. Darüber hinaus gewann er bei den polnischen Sommermeisterschaften 2023 mit Andrzej Stękała, Maciej Kot und Tymoteusz Amilkiewicz zum dritten Mal die Bronzemedaille im Teamspringen.

## Statistik

### Grand-Prix-Platzierungen
| Saison | Platz | Punkte |
| ------ | ----- | ------ |
| 2023   | 071.  | 0013   |

### Continental-Cup-Platzierungen
| Saison  | Platz | Punkte |
| ------- | ----- | ------ |
| 2022/23 | 110.  | 0009   |